# Günther Lützow
Günther Lützow (4 de setembro de 1912 – 24 de abril de 1945) foi um ás alemão que serviu durante a Segunda Guerra Mundial. Foi condecorado com as Espadas da Cruz de Cavaleiro. Alcançou um total de 110 vitórias aéreas confirmadas. Desapareceu em ação no dia 24 de abril de 1945.

## Carreira

### Patentes
Oberst

### Condecorações
- Spanish Medalla de la Campana
- Spanish Medalla Militar

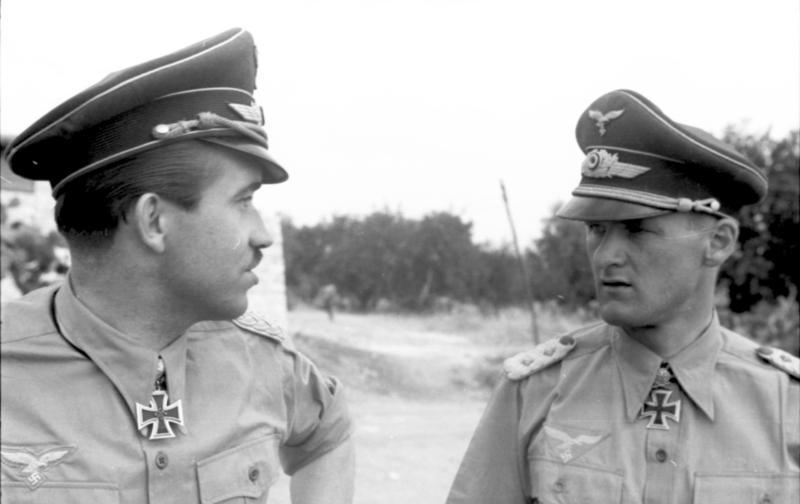
Adolf Galland e Günther Lützow no sul da Itália.

- Cruz Espanhola em Ouro com Espadas e Diamantes - 7 de julho de 1939
- Badge de Feridos em Preto
- Cruz Germânica em Ouro
- Front Flying Clasp of the Luftwaffe in Gold with Pennant "300"
- Badge combinado de piloto-observador em ouro com diamantes
- Cruz de Ferro 2ª Classe
- Cruz de Ferro 1ª Classe
- Cruz de Cavaleiro da Cruz de Ferro - 18 de setembro de 1940
- Folhas de Carvalho - 20 de julho de 1941
- Espadas - 11 de outubro de 1941